# 祝皇后
祝皇后（？—914年2月12日），五代时期大燕皇帝刘守光的皇后。
后梁乾化元年（911年），幽州节度使刘守光在幽州自称大燕皇帝，改年号为应天。应天三年（913年）大燕被晋王李存勖所灭，刘守光从幽州逃到燕樂。刘守光让妻子祝皇后去农民張師造讨饭，張師造发现祝氏神色异常，举告了晋军。刘守光和妻子李氏、祝氏，儿子劉繼珣、劉繼方、劉繼祚被晋军俘虏。次年，刘守光一家和他父亲刘仁恭被李存勖带到太原，一起处死。临死前，刘守光说自己善于骑射，苦苦哀求李存勖饶他一命，李氏、祝氏责备他说：「皇帝，事已如此，生亦何益！妾請先死。」